# Jenny Lewis
Jennifer Diane Lewis, detta Jenny (Las Vegas, 8 gennaio 1976), è un'attrice, cantante e musicista statunitense.
È la cantante della band indie rock Rilo Kiley ed ha inoltre pubblicato anche alcuni album da solista. Attualmente fa parte del duo Jenny & Johnny col compagno Johnathan Rice.

## Biografia
Come attrice ha avuto piccoli ruoli in alcuni telefilm americani, tra cui Baywatch, Cuori senza età, Life with Lucy, Ai confini della realtà (The Twilight Zone), Mr. Belvedere e Pappa e ciccia (Roseanne). Viene soprattutto ricordata per il ruolo di Hailey nel film Il piccolo grande mago dei videogames, in cui recita accanto a Fred Savage, Beau Bridges e Christian Slater.
Nel 1998 con gli amici Pierre De Reeder, Dave Rock e Blake Sennett ha formato il gruppo Rilo Kiley. Rock verrà poi sostituito da Jason Boesel. Nel 2004 si è avviata alla carriera solista e nel gennaio 2006 ha pubblicato Rabbit Fur Coat, album a cui collaborano tra gli altri M. Ward, James Valentine (Maroon 5) e Ben Gibbard (Death Cab for Cutie). Nel 2008 è uscito il suo secondo album da solista, seguito nel 2014 da The Voyager.

## Discografia

### Con i Rilo Kiley
- Rilo Kiley (1999)
- Take-Offs and Landings (2001)
- The Execution of All Things (2002)
- More Adventurous (2004)
- Under the Blacklight (2007)
- Rkives (2013)

### Da solista
- Rabbit Fur Coat (2006) (con The Watson Twins)
- Acid Tongue (2008)
- The Voyager (2014)
- On the Line (2019)
- Joy'All (2023)

### Jenny & Johnny
- I'm Having Fun Now (2010)

### Altre collaborazioni
- Bright Eyes - Lifted or The Story Is in the Soil, Keep Your Ear to the Ground (2002 · Saddle Creek)
- Cursive - The Ugly Organ (2003, Saddle Creek)
- The Postal Service - Give Up (2003, Sub Pop)
- The Good Life - Album of the Year (2004, Saddle Creek)
- The Watson Twins - Southern Manners (2006)
- Dntel - Dumb Luck (2007, Sub Pop)
- Whispertown 2000 - Livin' in a Dream (2007)
- Elvis Costello and the Imposters - Momofuku (2008, Lost Highway Records)
- Whispertown 2000 - Swim (2009)
- Brandon Flowers - Flamingo (2010, Island/Vertigo)
- Wavves - Afraid of Heights (2013)

## Filmografia parziale

### Attrice
- Ai confini della realtà (The Twilight Zone) – serie TV, episodio 1x12 (1985)
- 101 modi per sopravvivere al divorzio e vivere felici (Who Gets the Friends?) - film TV (1988)
- Il piccolo grande mago dei videogames (The wizard) (1989)
- Perry Mason: Una ragazza intraprendente (Perry Mason: The Case of the Defiant Daughter) - film TV (1990)
- Kid 90, regia di Soleil Moon Frye (2021)